# Kodeks 083
Kodeks 083 (Gregory-Aland no. 083),  ε 31 (von Soden) – grecki kodeks uncjalny Nowego Testamentu na pergaminie, paleograficznie datowany na VI albo VII wiek. Rękopis przechowywany jest w Rosyjskiej Bibliotece Narodowej (Gr. 10) w Petersburgu. Kodeks znany jest z krótkiego zakończenia Ew. Marka. Zachowało się w sumie 11 kart kodeksu, z których jedna we fragmentarycznym stanie.

## Opis
Do dziś zachowało się jedynie 6 kart kodeksu (28 na 26 cm) z tekstem Ewangelii Jana (1,25-41; 2,9-4,14.34-49). Tekst pisany jest dwoma kolumnami na stronę, 25 linijek w kolumnie, wielką uncjałą. Nie stosuje przydechów ani akcentów, brak punktacji. Starotestamentowe cytaty oznaczone są przez podwójne odwrócone comma (>>). Tekst dzielony jest według Sekcji Ammoniusza z odniesieniami do Kanonów Euzebiusza.
Grecki tekst kodeksu jest zgodny z aleksandryjską tradycją tekstualną. Kurt Aland zaklasyfikował go do kategorii II.
Zawiera tekst Marka 15,28, omijany przez wiele aleksandryjskich rękopisów.
W Jana 1,28 przekazuje wariant Βηθαβαρα zgodnie z rękopisami C2 K, Ψ, 0113, f1, f13 i Byz. Inne rękopisy mają βηθανια.
Tischendorf sporządził pierwszy opis kodeksu w 1860 roku. Gregory w 1908 roku dał mu siglum 083. Kodeks badali Agnes Smith Lewis, J. Rendel Harris, U.B. Schmid, D.C. Parker. Tischendorf datował go na VII wiek. INTF datuje go na VI lub VII wiek.

## 0112 i 0235
Kodeks pochodzi z tego samego rękopisu co 0112 i 0235. 0112 to 4 karty z tekstem Marka 14,29-45; 15,27-16,8 oraz krótkim zakończeniem Marka. Znalezione zostały przez Rendel Harrisa na Synaju, który opublikował ich tekst w 1890 roku. Gregory w 1908 roku dał mu siglum 0112. Przechowywany jest w Klasztorze św. Katarzyny na Synaju (Sinai Harris 12).
0235 to jedynie fragmenty jednej karty z tekstem Marka 13,12-14.16-19.21-24.26-28. Przechowywany jest w Rosyjskiej Bibliotece Narodowej (O. 149).